# 小行星5064
小行星5064（英語：5064 Tanchozuru）是一颗围绕太阳公转的小行星。1990年3月16日，松山正則、渡邊和郎在钏路市发现了此天体，以丹頂鶴（Tanchozuru）命名。
这颗小行星的绝对星等为118.4436095872535等。